# Coursan-en-Othe
Coursan-en-Othe é uma comuna francesa na região administrativa de Grande Leste, no departamento de Aube. Estende-se por uma área de 9,27 km². Em 2010 a comuna tinha 104 habitantes (densidade: 11,2 hab./km²).